# Kościół Wszystkich Świętych w Szydłowie
Kościół Wszystkich Świętych w Szydłowie – gotycki kościół z przełomu XIV i XV w., przebudowywany w XVI i XVII w. Wewnątrz znajdują się pozostałości gotyckiej polichromii z drugiej połowy XIV w. odkrytej w 1946. Przedstawiają one sceny z Nowego Testamentu m.in. Siedem radości Maryi oraz sceny pasyjne. Do wnętrza kościoła prowadzą trzy gotyckie portale.

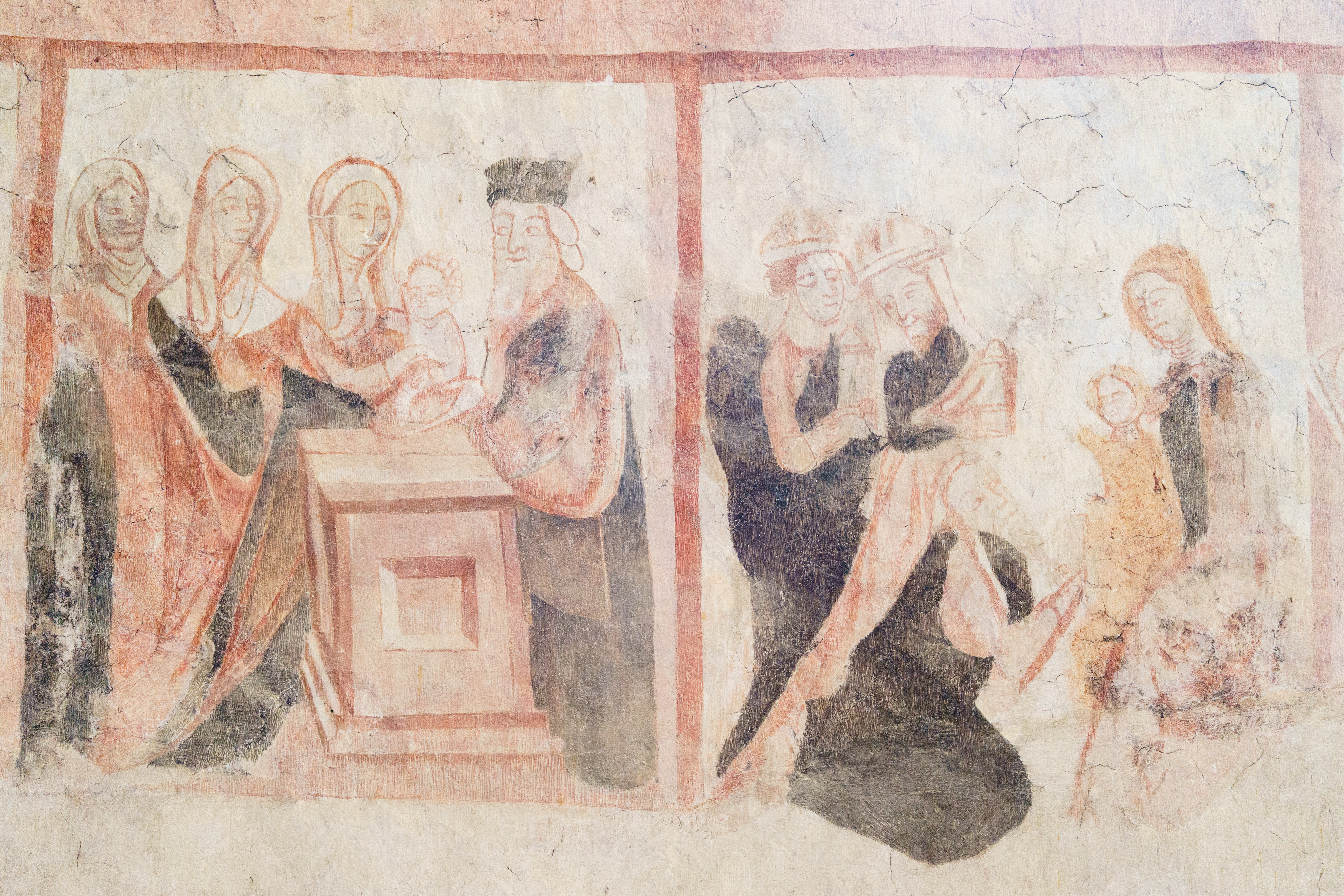
Polichromia

## Małopolska Droga św. Jakuba
Kościół znajduje się na odnowionej trasie Małopolskiej Drogi św. Jakuba z Sandomierza do Tyńca, która to jest odzwierciedleniem dawnej średniowiecznej drogi do Santiago de Compostela i związana jest z pielgrzymowaniem do grobu św. Jakuba.